# Ruthenium(III)-iodid
Ruthenium(III)-iodid ist eine anorganische chemische Verbindung des Rutheniums aus der Gruppe der Iodide.

## Gewinnung und Darstellung
Ruthenium(III)-iodid kann durch Reaktion von Ruthenium(III)-chlorid-Hydrat mit Kaliumiodid gewonnen werden.
{\displaystyle \mathrm {RuCl_{3}\cdot xH_{2}O+3\ KI\longrightarrow RuI_{3}+3\ KCl+xH_{2}O} }
Es kann auch durch Reaktion von Rutheniumtetroxid mit Iodwasserstoffsäure dargestellt werden.

## Eigenschaften
Ruthenium(III)-iodid ist ein schwarzer Feststoff. Er ist in Wasser und organischen Lösungsmitteln nicht wesentlich löslich. An Luft erfolgt bei etwa 200 °C Oxidation, bei Temperaturen über 300 °C thermische Zersetzung. Die Verbindung besitzt eine orthorhombische Kristallstruktur mit der Raumgruppe Pmmn (Raumgruppen-Nr. 59) und den Gitterparametern a = 647 pm, b = 1120,5 pm und c = 585,5 pm.